# Д’Абовилль, Жерар
Жерар д’Абовилль (фр. Gérard d'Aboville; 5 сентября 1945, Париж) — французский путешественник, политик, депутат Европейского парламента. В истории мирового парусного спорта прославился, как первый человек, который в одиночку на вёсельной лодке пересёк два океана: Атлантический океан и Тихий океан.

## Биография
Потомок наполеоновского генерала Огюстена Габриэля Д’Абовиля. Окончил Высший институт торговли в Париже (Institut supérieur du commerce de Paris).
В 1980 году за 71 день и 23 часа, преодолев маршрут протяженностью 5200 км, проплыл на 5,6-метровой гребной лодке из Кейп-Кода в США в Брест. В 1991 году пересёк Тихий океан за 134 дня, начав свой путь в Японии и закончив в США.
В 1980 году участвовал в ралли «Дакар» в качестве мотоциклиста на Kawasaki KL 250 . В 2001 году без использования навигационного оборудования совершил перелёт через Северный полюс на моторном дельтаплане.
С 1994 года — председатель Главного управления по вопросам парусного спорта и водных видов спорта. С 2006 года участвует в проекте PlanetSolar, создавая катамаран, работающий исключительно на солнечной энергии.
Правый политик. Член Объединения в поддержку республики. В 1994—1999 годах был депутатом Европейского парламента. До 2014 года — депутат городского совета Парижа от Союза народного движения. В своей общественной деятельности посвятил себя экологии и, в частности, защите морского и речного наследия Франции. Учредил Главный совет по прогулочному парусному спорту и водным видам спорта, который возглавляет и по сей день.